# 布賴特氏裸吻電鰻
布賴特氏裸吻電鰻，為輻鰭魚綱電鰻目大吻電鰻科的一種，為熱帶淡水魚，分布於南美洲巴拉圭拉布拉他河流域，體長可達18公分，棲息在底中層水域，生活習性不明。

## 扩展阅读
維基物種上的相關：布賴特氏裸吻電鰻